# 美國醫院協會訴貝塞拉案
美國醫院協會訴貝塞拉案（American Hospital Association v. Becerra；美國醫院協會訴貝西拉案）是美國最高法院法官約翰·羅伯茨於2021-2022年的庭期内審理的案件。最高法院於2021年7月2日批准了調卷令的申請。美國醫院協會訴貝塞拉案將在法院於2021-2022年的庭期內進行辯論與判決。該案例的爭點是在美國衛生及公共服務部的一項法規，這項法規減低了對某些醫院的"歸墊率"(reimbursement rate/補償率)。受該法規影響的幾家醫院協會以及醫院訴訟美國衛生及公共服務部，稱該部作爲超出了法定權限。而最高法院的審理方向是判決該法規是否對法律有所合理的解釋，以及法律是否首先就阻止了對該法規的司法審查。

## 案件沿革

### 被質疑的法規
受到質疑的法規涉及340B醫院以及醫療保險B部分的受保患者。如果醫院向醫療保險B部分的受保患者提供門診護理，政府過去會以統一的費率給予醫院歸墊。不過美國衛生及公共服務部隨後改變了法規，降低了對340B醫院的歸墊率，因認為醫院其實可以用更低的成本獲得藥物。

### 下級法院的判決
地區法院(一審)最初判決美國醫院協會勝訴，稱政府的作爲超出了其法定權限。 然而，美國哥倫比亞特區聯邦巡迴上訴法院(二審)判決認為該法規是對法律有合理的解釋。2021年3月15日，美國醫院協會以及醫院向美國最高法院(三審)提出上訴。

## 參閲
- 340B藥品定價計劃(340B Drug Pricing Program)

## 外部連結
- Search - Supreme Court of the United States （页面存档备份，存于）
- American Hospital Association v. Becerra | LII / Legal Information Institute （页面存档备份，存于）
- American Hospital Association et al. v. Xavier Becerra et al. （页面存档备份，存于）